# Porte de Soissons
La porte de Soissons  est une porte de Laon, érigée au tout début du XIIIe siècle qui est une entrée dans les remparts de Laon .

## Description
C'est une porte double, elle se compose d'un châtelet et d'une barbacane. Cette barbacane est dite aussi tour Dame Eve ou tour penchée. Elle fut en premier édifiée entre 1217 et 1236 par le bailli royal Soibert puis un corps de garde fut ajouté en 1562. 
La porte est classée par liste au titre des monuments historiques en 1875.

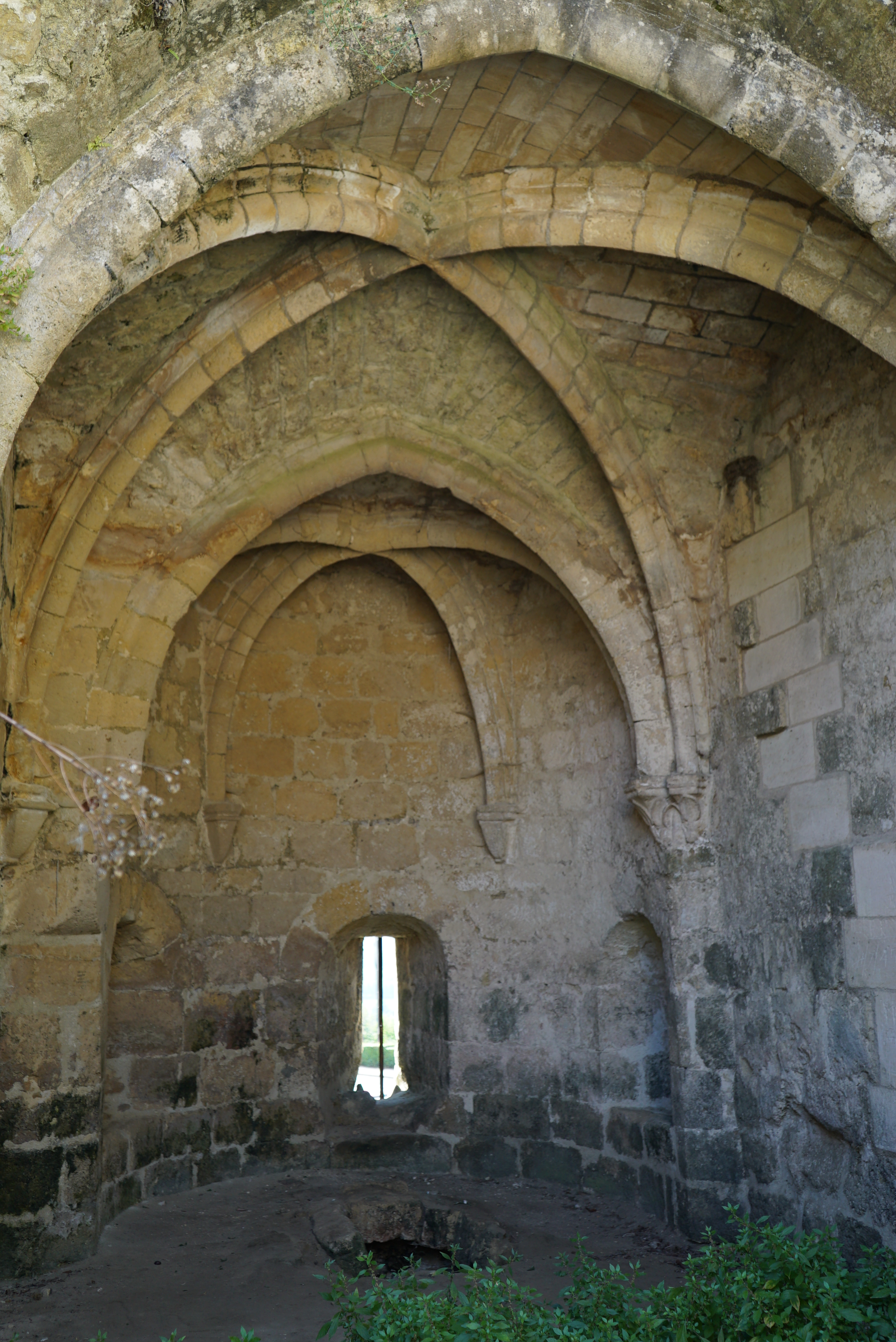
Intérieur de la tour.
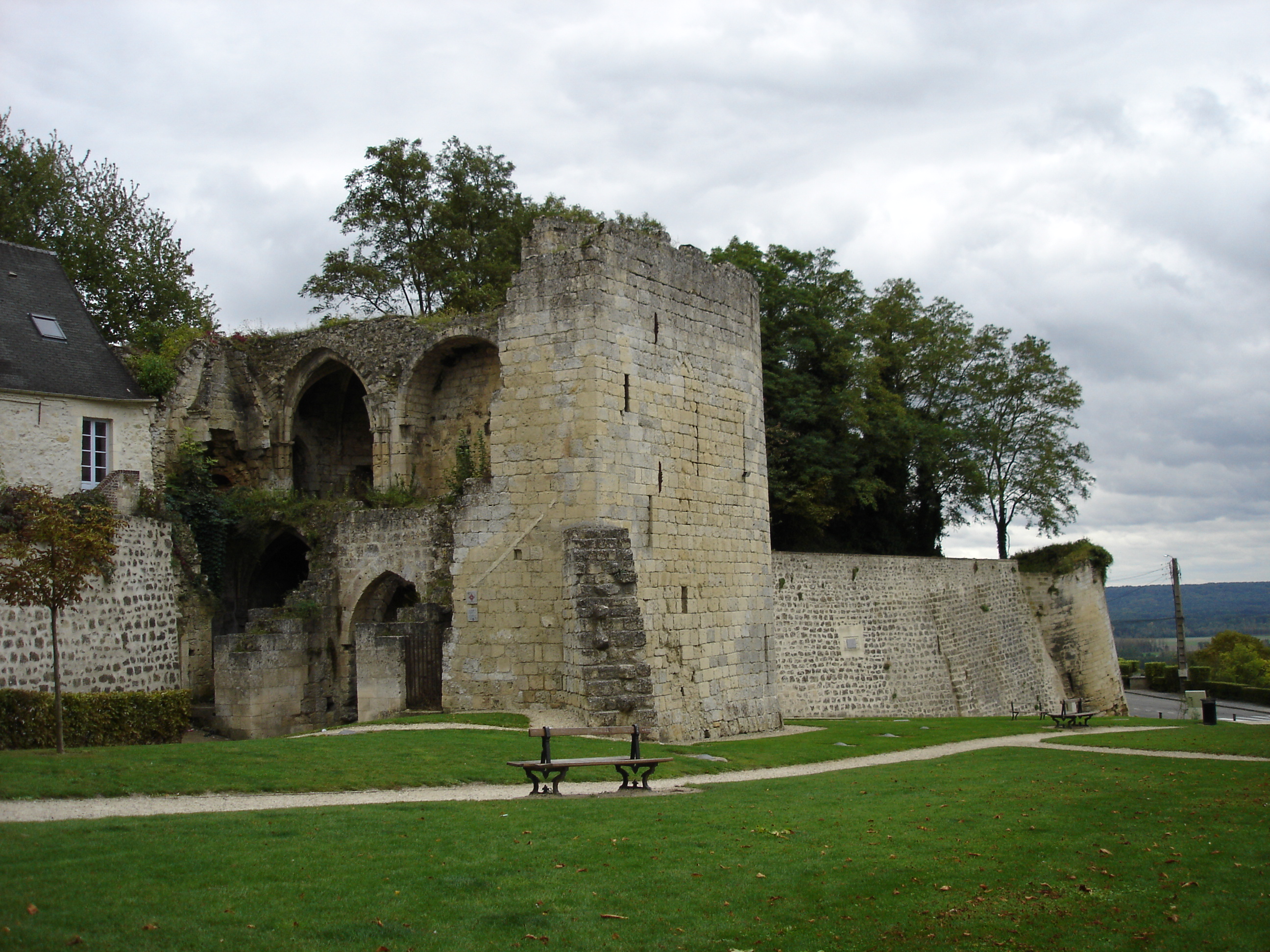
La porte surmontée de son corps de garde.
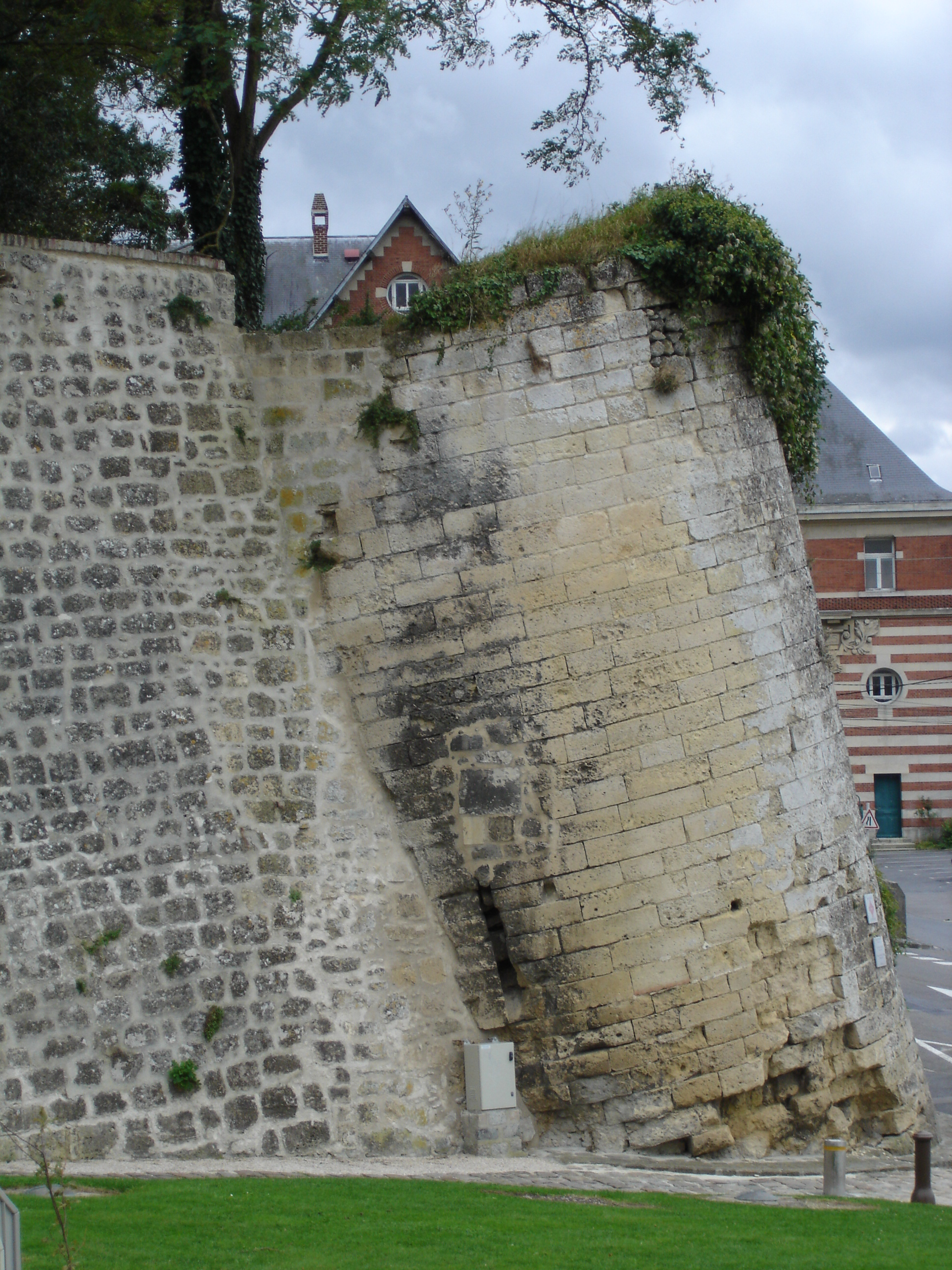
La tour penchée.